# The Antics of Ann
Pour plus de détails, voir Fiche technique et Distribution.
The Antics of Ann est un film muet américain réalisé par Edward Dillon et sorti en 1917.

## Fiche technique
- Réalisation : Edward Dillon
- Scénario : Coolidge Streeter d'après une histoire de Frederick Chapin
- Production : Famous Players Film Company
- Photographie : Lewis W. Physioc
- Lieu de tournage : Garden City, Long Island, New York
- Durée : 5 bobines[1]
- Date de sortie: 
  - États-Unis : 5 novembre 1917

## Distribution
- Ann Pennington : Ann Wharton
- Harry Ham : Tom Randall
- Ormi Hawley : Olive Wharton
- Crauford Kent : Gordon Trent